# Judith Wyder

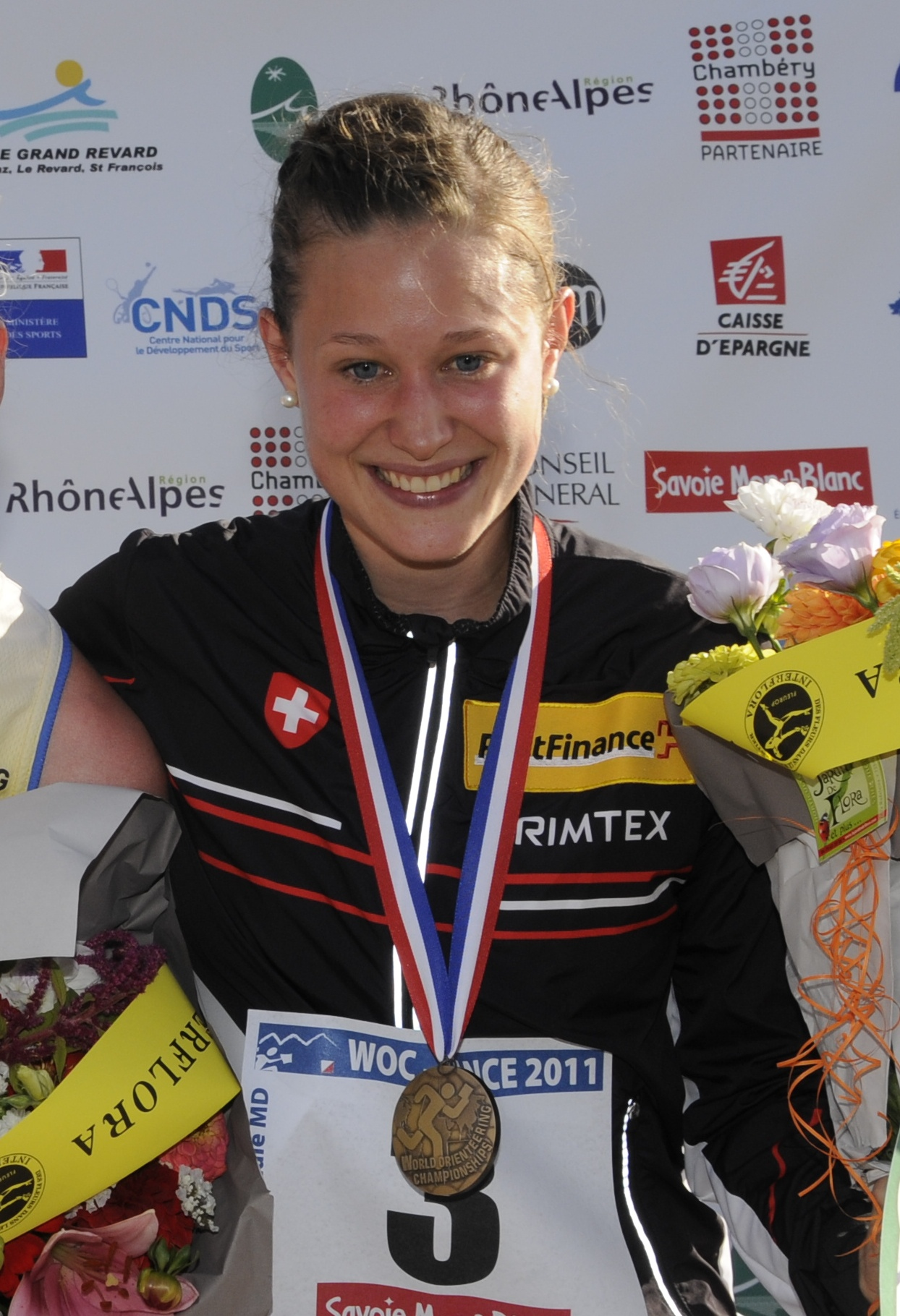
Judith Wyder (2011)

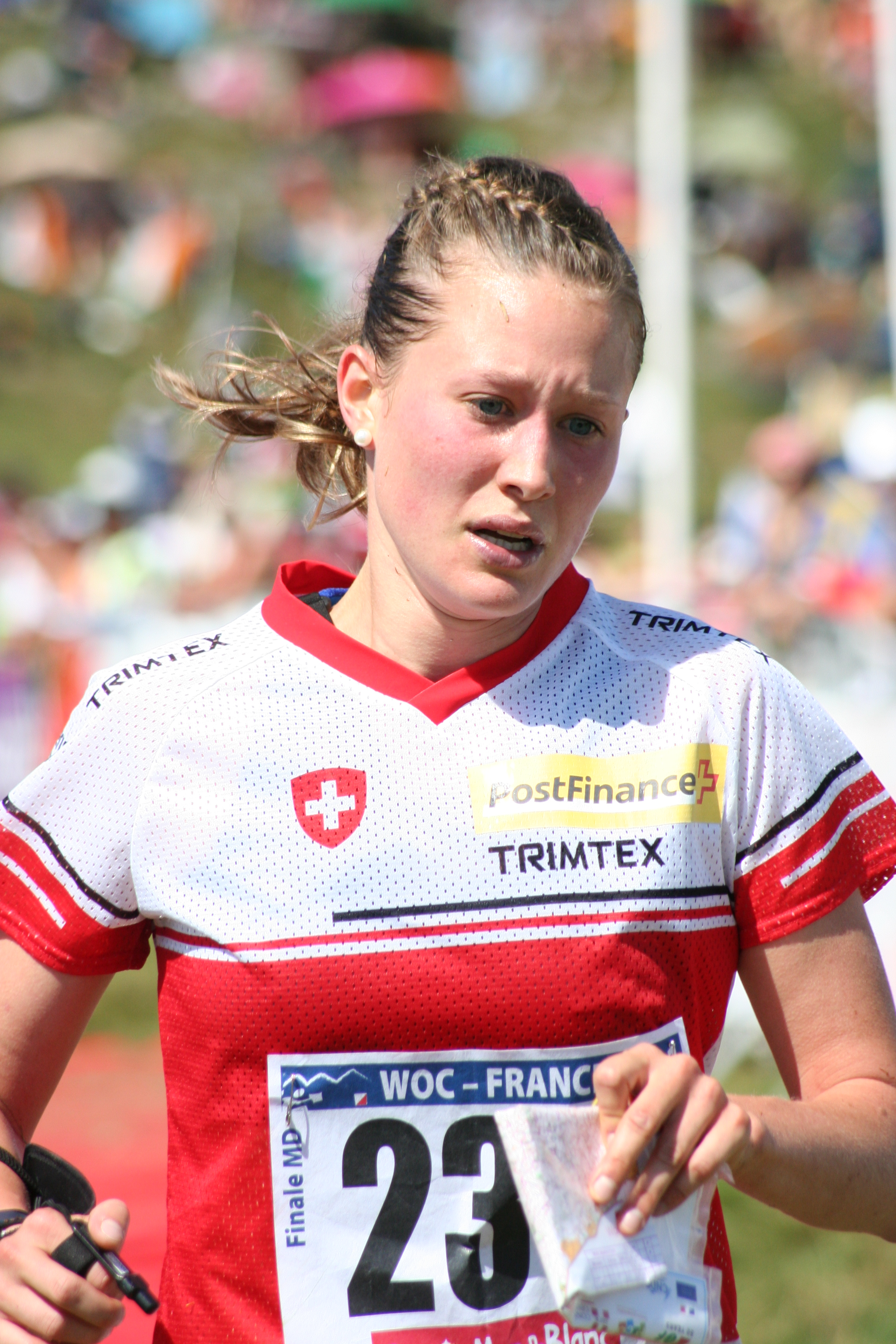
Judith Wyder (2011)

Judith Wyder (* 25. Juni 1988 in Bern) ist eine Schweizer Bergläuferin und frühere Orientierungsläuferin.

## Laufbahn
Wyder wurde 2007 in das Schweizer Nationalkader aufgenommen und lief im selben Jahr erstmals bei den Junioren-Weltmeisterschaften. Im australischen Dubbo gewann sie dabei die Bronzemedaille in der Schweizer Staffel der Juniorinnen. 2011 debütierte sie in Frankreich bei den Weltmeisterschaften der Aktiven und belegte hierbei gleich den dritten Platz auf der Mitteldistanz. Sie gewann die Bronzemedaille hinter der Schwedin Helena Jansson und der Dänin Ida Bobach. 2012 wurde sie Vierte beim EM-Sprint im Stadtpark von Falun. Der Sieg ging an ihre Landsfrau Simone Niggli-Luder vor Lena Eliasson aus Schweden und der Dänin Maja Møller Alm. Bei den Weltmeisterschaften zwei Monate später in Lausanne gewann sie mit Ines Brodmann und Niggli-Luder die Goldmedaille mit der Staffel. Die Schweizerinnen hatten im Ziel knapp zweieinhalb Minuten Vorsprung auf die Schwedinnen. 2013 gewann sie mit der Staffel in Vuokatti WM-Bronze. Bei den World Games 2013 in Kolumbien wurde sie Sechste im Sprint und Fünfte auf der Mitteldistanz. Mit Daniel Hubmann, Sara Lüscher und Matthias Kyburz gewann sie für die Schweiz Gold in der Mixedstaffel.
2014 gewann sie bei ihren drei Starts bei den Europameisterschaften im portugiesischen Palmela die Goldmedaillen im Sprint, auf der Langdistanz und mit Julia Gross und Sabine Hauswirth in der Staffel. Im Juli 2014 wurde sie in Italien im Sprint und in der Staffel (mit Lüscher und Hauswirth) auch Weltmeisterin. Einen weiteren Titel gewann sie mit Rahel Friedrich, Martin Hubmann und Matthias Kyburz in der Mixedstaffel, die erstmals bei Weltmeisterschaften ausgetragen wurde. Im Langdistanzrennen trug sie hinter der Russin Swetlana Mironowa und der Schwedin Tove Alexandersson die Bronzemedaille davon.
Wyder startet für den Verein OLG Thun. Bei internationalen Staffeln läuft sie für den schwedischen Klub Göteborg Majorna OK. Vor 2012 startete sie für den Klub IFK Moras OK. Sie lief auch bei Ski-Orientierungslauf-Weltmeisterschaften der Junioren und gewann dabei 2008 Silber auf der Langdistanz.
Seit 2018 läuft Judith Wyder regelmässig international im Berglauf und Trailrunning aufs Podest. 2019 gewann sie die Golden Trail Series das erste Mal. Sie wird von Hoka gesponsert.
Bei den Berg- und Traillauf-Weltmeisterschaften 2023 erreichte sie im Trail Short Platz 2 in der Einzel- und in der Teamwertung. Im Rahmen der Golden Trail World Series siegte sie Mitte Juli 2023 beim Dolomyths Skyrun. In der Gesamtwertung der Golden Trail World Series 2023 erreichte sie den 2. Platz.

## Privates
Wyder ist studierte Physiotherapeutin und machte ihren Bachelor an der Berner Fachhochschule. Sie ist Mitinhaberin eines Geschäfts, das unter anderem Laufwochen, Kurse und Coaching anbietet. Sie ist verheiratet mit Gabriel Lombriser und Mutter zweier Töchter (* 2017, 2020). An Weihnachten 2019 erlitt sie während der Schwangerschaft einen Schlaganfall.

## Platzierungen
| Weltmeisterschaften  | Sprint | Mittel | Lang | Mixed | Staffel |
| -------------------- | ------ | ------ | ---- | ----- | ------- |
| 2011 Savoie          | 19.    | 3.     |      |       | 7.      |
| 2012 Lausanne        | 16.    | 20.    |      |       | 1.      |
| 2013 Vuokatti        | dsq    | 13.    |      |       | 3.      |
| 2014 Trient/Venetien | 1.     |        | 3.   | 1.    | 1.      |

| Europameisterschaften | Sprint | Mittel | Lang | Staffel |
| --------------------- | ------ | ------ | ---- | ------- |
| 2012 Falun            | 4.     | 13.    |      |         |
| 2014 Palmela          | 1.     |        | 1.   | 1.      |

| Gesamt-Weltcup | Gesamt-Weltcup |
| -------------- | -------------- |
| 2009           | 37.            |
| 2010           | 35.            |
| 2011           | 18.            |
| 2012           | 6.             |
| 2013           | 5.             |

| World Games | Sprint | Mittel | Mixed |
| ----------- | ------ | ------ | ----- |
| 2013 Cali   | 6.     | 5.     | 1.    |

| Junioren-WM   | Sprint | Mittel | Lang | Staffel |
| ------------- | ------ | ------ | ---- | ------- |
| 2007 Dubbo    | 20.    | 18.    | 30.  | 3.      |
| 2008 Göteborg | 23.    | 11.    | 13.  | 8.      |